# A Nông
A Nông là một xã thuộc huyện Tây Giang, tỉnh Quảng Nam, Việt Nam.
Xã A Nông có diện tích 86 km², dân số là 878 người, mật độ dân số đạt 10 người/km².